# 武井基治
武井 基治（たけい もとはる、1978年5月9日 - ）は、日本のオペラ歌手（テノール）。欧文表記だと「Motoharu Takei」。

## 人物・来歴
東京都江東区出身。東京音楽大学付属高等学校を経て東京音楽大学声楽演奏家コース卒。同大学研究科オペラコース修了。大阪芸術大学大学院を中退。2015年12月から2019年3月までの期間 さわかみオペラ芸術振興財団の助成を得て渡伊。トリエステ在住。

## 公演歴
- 2009年1月、2月 東京国際フォーラムにて『タイタニック (ミュージカル)』
- 2010年3月、4月 青山劇場『ディートリッヒ (ミュージカル) 』
- 2011年4月、5月、6月 帝国劇場『レ・ミゼラブル』にて司教／レーグル役
- 2011年8月、9月 東京国際フォーラム『ドラキュラ』にてコロス役
- 2014年3月 レッチェ・ポリテアーマ・グレコ劇場『トスカ』にてスポレッタ役[2]
- 2014年9月 ’響の都’オペラの祭典　2014日伊共同制作オペラ 『蝶々夫人』二条城にてヤマドリ役[3]
- 2015年9月 2015日伊オペラ国際共同制作実行委員会 （さわかみオペラ芸術振興財団）『道化師 (オペラ)』姫路城、京都国立博物館にてアルレッキーノ役 [4]
- 2016年1月 、2月 トリエステ・ヴェルディ歌劇場『ノルマ』にてフラヴィオ役 [5]
- 2016年3月 トリエステ・ヴェルディ歌劇場『ルイーザ・ミラー』にて農夫役 [6]
- 2016年5月 トリエステ・ヴェルディ歌劇場『ラ・ボエーム』にてパルピニョール役 [7]
- 2016年9月 ジャパン・オペラ・フェスティヴァル（さわかみオペラ芸術振興財団）2016奈良公演　野外オペラ（平城京跡）『トゥーランドット』にてパン役 [8]
- 2016年11月、12月 トリエステ・ヴェルディ歌劇場『リゴレット』にてマッテーオ・ボルサ役 [9]
- 2017年1月 トリエステ・ヴェルディ歌劇場『魔笛』にてモノスタトス役 [10]
- 2017年3月 トリエステ・ヴェルディ歌劇場『スザンナの秘密』にてサンテ役[11]
- 2017年4月 トリエステ・ヴェルディ歌劇場『トリスタンとイゾルデ』にてメーロト役 [12]
- 2017年5月 トリエステ・ヴェルディ歌劇場『夢遊病の女』にて公証人役 [13]
- 2017年5月 サチーレ・ザンカナーロ劇場『ジャンニ・スキッキ』にてリヌッチョ役
- 2017年5月 ラティザーナ・オデオン劇場『ジャンニ・スキッキ』にてリヌッチョ役
- 2017年5月 モンファルコーネ・コムナーレ劇場『ジャンニ・スキッキ』にてリヌッチョ役
- 2017年6月 トリエステ・ヴェルディ歌劇場『トスカ』にてスポレッタ役 [14]
- 2017年8月 サンレーモ・アリストン劇場『アイーダ』にて伝令役
- 2017年10月 ゴリツィア・ヴェルディ劇場『ジャンニ・スキッキ』にてリヌッチョ役
- 2017年11月 トリエステ・ヴェルディ歌劇場『エフゲニー・オネーギン』にてレンスキー役 [15]
- 2018年2月、3月、4月、5月、6月 トリエステ・ヴェルディ歌劇場『舞台裏騒動』にてフェデリコ役 [16]
- 2018年11月 トリエステ・ヴェルディ歌劇場『Il Castello Incantato』にてPiombino役 [17]
- 2018年12月 モデナ・コムナーレ劇場『Il Castello Incantato』にてPiombino役 [18]
- 2019年1月 トリエステ・ヴェルディ歌劇場『ナブッコ』にてイズマエーレ役 [19]
- 2019年4月 トリエステ・ヴェルディ歌劇場『バスティアンとバスティエンヌ』にてバスティアン役 [20]
- 2019年11月 トリエステ・ヴェルディ歌劇場『トゥーランドット』にてポン役 [21]
- 2020年1月 トリエステ・ヴェルディ歌劇場『ルクレツィア・ボルジア』にてジェッポ・リヴェロット役 [22]
- 2020年1月 トリエステ・ヴェルディ歌劇場『バスティアンとバスティエンヌ』にてバスティアン役 [23]